# 세르게이 레오뉴크
세르게이 니콜라예비치 레오뉴크(러시아어: Серге́й Никола́евич Леоню́к, 1960년 4월 3일~)는 러시아의 테니스 선수, 지도자이다. 소련 테니스 선수권 대회에서 9회 우승했고 유럽 테니스 선수권 대회에서 2회 우승했다.

## 경력
1960년 소련의 구성국인 벨로루시 소비에트 사회주의 공화국의 수도 민스크에서 태어난 레오뉴크는 소련 테니스 선수권 대회에서 9회 우승을 차지했고 국제 대회에서 소련 국가대표 선수로 활동했다.
1978년 인도 캘커타에서 열린 ITF 그랑프리 서킷에 출전해 단식 1회전에서 인도의 라메시 크리슈난에 패배했고, 복식에서 이고리 티호넨코와 함께 출전해 1회전에서 프랑스의 야니크 노아와 질 모레통 조에 패배했다. 이후 1984년 폴란드 카토비체에서 열린 프렌드십 게임에 참가해 단식에서 동메달을 획득했고 알렉산드르 즈베레프와 함께 복식 부문에 출전해 복식에서 은메달을 획득했다.
레오뉴크는 1985년 데이비스컵 월드 그룹 대회를 포함해 1980년대에 소련 대표로 데이비스컵에 총 13번 출전했다. 그는 1985년 월드 그룹 대회에 참가했고 알렉산드르 즈베레프와 3회전 복식전에 출전해 당시 테니스 복식 세계 랭킹 1위였던 체코슬로바키아의 리보르 피메크와 토마시 슈미트 조를 상대로 승리했다. 그는 1986년 핀란드 탐페레에서 열린 ATP 챌린저 투어 오픈에서 라트비아 소비에트 사회주의 공화국 출신인 기르츠 젤데와 함께 복식 부문에 출전해 복식 부문에서 우승했다.
선수 경력을 마감한 후 1990년대에 러시아 데이비스컵 대표팀의 수석 코치로 활동했고 크렘린컵 대회의 책임자로도 활동했다.

## 개인사
1986년 체르노빌 원자력 발전소 사고가 일어난 후 레오뉴크는 가족들의 안전을 위해 소련에서 미국 뉴욕주 브루클린으로 이주했다. 그는 거처를 옮길 때 가족들 외에 자신이 가르치고 있었던 15살 테니스 선수 블라디미르 볼치코프를 대동했다.

## 수상
- 명예 소련 체육 명장